# Східна Стрипа
Схі́дна Стри́па — річка в Україні, в межах Тернопільського району Тернопільської області. Ліва притока Стрипи (басейн Дністра). 

## Опис
Довжина 13 км. Річкова долина у верхній течії глибока і вузька, нижче — стає ширшою. Річище слабозвивисте. Споруджено кілька ставків. 

## Розташування
Східна Стрипа бере початок на північ від села Монилівка. Тече спершу на південний схід, нижче села Кудинівці різко повертає на захід, потім — на південний захід і південь. Впадає до Стрипи (Головної Стрипи) при східній частині міста Зборів. 
Основна притока: Гнилка (ліва). 
Над річкою розташовані села: Монилівка, Беримівці, Кудобинці, Тустоголови, а також місто Зборів. 